# Larmtjänst
Larmtjänst är en branschgemensam organisation för de svenska sakförsäkringsbolagen med syftet att bekämpa försäkringsrelaterad brottslighet och återfinna stulen försäkrad egendom. 
Larmtjänst bedriver en kontaktskapande verksamhet och utgör försäkringsbolagens kontaktorgan mot myndigheter och andra branschorgan, både nationellt som internationellt. Godsåterfinnande är en viktig del av verksamheten och Larmtjänst arbetar med att söka, identifiera och återfinna misstänkte stöldgods. I augusti 2012 lanserade Larmtjänst tipsfunktionen Stöldtipset där allmänheten kan tipsa om bedrägeri eller lämna information om stöldgods. På www.stöldtipset.se är det även möjligt att söka på efterlysta objekt. 
Nya verksamhetsområden för 2012 är brandorsaksutredningar samt dokumentanalyser. 
Larmtjänst är som dotterbolag till Svensk Försäkring, en del av Svensk Försäkring i samverkan. 

## Historia
Larmtjänsts verksamhet registrerades 1961 och startades upp 1962 på initiativ av sakförsäkringsbolagen och hette till en början Larmcentralen AB. 1964 byter verksamheten namn till Larmtjänst AB. Verksamheten har då serviceområden såsom fastighetslarm, inbrottslarm och driftslarm. Utryckningsuppdrag och bilbärgning hör till huvudsysslan och man förfogar över 2000 bärgningsbilar och 500 ambulanser. Vid denna tidpunkt har Larmtjänst 136 anställda. 
Under sjuttiotalet upptäcker man att det förekommer kriminella aktiviteter mot branschen, framförallt på bilsidan, då ligor specialiserar sig på att ”slakta” bilar. Därför tillsätter man en utredningsenhet som snabbt får framgång och blir en viktig del för försäkringsbranschens bedrägeribekämpning. Några år senare tillkommer även Restvärdesräddningen i verksamheten. Restvärdesräddningen ingår i Larmtjänst under cirka 30 år för att därefter föras över till Svenska Brandskyddsföreningen. 
I början av åttiotalet sker förändringar i verksamheten. 1982 får beslutet om samarbetsavtal med SOS Alarmering genomslagskraft. Larmförmedelingen lyfts senare ut från verksamheten vilket är en omvälvande förändring då detta tidigare utgjort företagets främsta uppgift.   
Efter 26 års verksamhet bestämmer sig styrelsen 1991 att avveckla Bärgningskåren. Bilbärgningsuppdragen blir under nittiotalet inte längre är en del av Larmtjänst.
Idag ser verksamheten på Larmtjänst annorlunda ut än jämfört med för femtio år sedan. Bilbärgning, larmförmedling eller restvärdesräddning ingår inte längre i Larmtjänsts verksamhet. Istället utgörs verksamheten av en utredningsenhet som arbetar för att bekämpa försäkringsrelaterad brottslighet och återta stulen försäkrad egendom.